# (3794) Sthenelos
(3794) Sthenelos ist ein Asteroid aus der Gruppe der Jupiter-Trojaner. Damit werden Asteroiden bezeichnet, die auf den Lagrange-Punkten auf der Bahn des Jupiter um die Sonne laufen. (3794) Sthenelos wurde am 12. Oktober 1985 von der US-amerikanischen Astronomin Carolyn Shoemaker entdeckt. Er ist dem Lagrangepunkt L4 zugeordnet.
Benannt ist der Asteroid nach Sthenelos, einem griechischen Krieger im Trojanischen Krieg.